# Itza
Itza (hiszp.: Iza) – gmina w Hiszpanii, w Nawarze, o powierzchni 51,45 km². W 2011 roku gmina liczyła 1134 mieszkańców.